# Ann Carine Vandaele
Ann Carine Vandaele (Ukkel 27 oktober 1967) is een Belgisch astrofysicus.

## Opleiding
Vandaele studeerde in 1990 af als burgerlijk ingenieur in de fysica aan de Université libre de Bruxelles (ULB) en veroverde met haar thesis de Solvay Award 1990 for the best Engineering Master's Thesis. Daarna werd ze onderzoeksassitent aan het Belgisch Instituut voor Ruimte-aeronomie (BIRA) om in oktober 1997 haar doctoraat te halen aan de ULB, dit keer met de Solvay Award 1998 for the best Engineering PhD Thesis als ultieme beloning.

## Carriere
Vanaf augustus 1990 was Vandaele werkzaam bij het Belgisch Instituut voor Ruimte-aeronomie (BIRA), waar ze al maar grotere verantwoordelijkheid kreeg. Vandaele leidde van 2006 tot 2023 de afdeling planetaire aeronomie.
Sinds 1 mei 2024 is Vandaele algemeen directeur van het BIRA.
Tijdens haar loopbaan droeg ze bij aan verschillende ESA-projecten waaronder Mars Express, Venus Express, ExoMars en Jupiter Icy Moons Explorer.

## Erkenning
Vandaele werd op 13 maart 2024 gekozen als lid van de Académie royale des sciences, des lettres et des beaux-arts de Belgique.
- ORCID: 0000-0001-8940-9301
- ResearcherID: D-7167-2016